# Marija Jefrosynina
Marija Masza Ołeksandriwna Jefrosynina (ukr. Марія Маша Олександрівна Єфросиніна; ur. 25 maja 1979 w Kerczu) – ukraińska dziennikarka i prezenterka telewizyjna.

## Życiorys
W wieku 19 lat przeprowadziła się do Kijowa i podjęła studia na Wydziale Filologii angielskiej i hiszpańskiej Uniwersytetu Narodowego im. Tarasa Szewczenki (obydwa kierunki ukończyła w specjalnościach tłumacza). Podczas studiów w 1998 rozpoczęła pracę w pierwszym kanale Ukraińskiej Telewizji, dla której prowadziła program Szczęśliwy dzwonek.
Następnie została prezenterką prywatnej stacji Novy Channel. W 2004, za współprowadzenie porannego programu wraz z Jurijem Horbunowem, otrzymała nominację do nagrody Teletriumphu w kategorii „Najlepszy prezenter telewizyjny”. W październiku 2005 nawiązała współpracę z telewizją ICTV, dla której prowadziła talk-show Linia konfliktu. Podjęła również współpracę ze stacjami rosyjskimi: Muz-TV, NTV i DTV. Od września 2006 prowadzi program One w polu na kanale Inter.
Przeprowadziła wywiady m.in. z Cesárią Évorą, Paulo Coelho, Enrique Iglesiasem, Annie Girardot, Gérardem Depardieu i Kelly Joyce. W 2005 wraz z Pawłem Szyłkem prowadziła 50. Konkurs Piosenki Eurowizji, a w 2010 z Piotrem Sobczyńskim – ceremonię losowania grup eliminacyjnych piłkarskich Mistrzostw Europy 2012.
W 2018 była uczestniczką piątej edycji programu rozrywkowego 1+1 Tanci z zirkamy.

### Życie prywatne
Jest żoną Tymura Chromajewa, syna byłego prezesa Ukraińskiego Związku Koszykówki. Ma z nim córkę (ur. 2004). Rodzina mieszka w Kijowie.

## Odznaczenia
- Order Za Zasługi III stopnia (2020)[5]